# Nakajima Ki-19
Nakajima Ki-19 (яп. 中島 キ19) — проєкт важкого бомбардувальника Імперської армії Японії періоду Другої світової війни.

## Історія створення
В середині 1930-х років бомбардувальники Mitsubishi Ki-1 та Mitsubishi Ki-20 вже застаріли, і ВПС Імперської армії Японії залишились без  важкого бомбардувальника далекої дії. Щоб заповнити прогалину, було закуплено 82 літаки Fiat BR.20, а також оголошений конкурс на розробку власного літака.
Відповідно до замовлення, це мав бути двомоторний чотиримісний літак, здатний нести 750 кг (максимально 1000 кг) бомб, озброєний трьома 7,7-мм кулеметами, і мати шасі, яке складається. Літак мав бути оснащений двигунами Mitsubishi Ha-6 або Nakajima Ha-5. Максимальна швидкість мала бути не менше 400 км/г, час набору висоти 3000 м - не більше 8 хв, тривалість польоту - 5 годин. Оскільки в той час основним противником вважався СРСР, особливу увагу слід було зосередити на можливості експлуатації літака в умовах низьких температур Маньчжурії та Сибіру.
У конкурсі взяли участь фірми Mitsubishi з проєктом літака Ki-21, Nakajima з проєктом Ki-19 та Kawasaki з проєктом Ki-22. Проєкт Ki-22 був відхилений зразу, а фірми Mitsubishi та Nakajima отримали замовлення на побудову прототипів для проведення порівняльних випробувань.
Розробкою літака, який отримав позначення Ki-19, керував Кеніті Мацамура та його заступники Сетсуро Нісімура та Тосіо Мацуда. Вони вже мали досвід з освоєння ліцензійного випуску літака Douglas DC-2. Ними був розроблений середньоплан з обтічним фюзеляжем краплеподібної форми та однокілевим оперенням. Конструкція літака була металева, лише рулі та елерони обтягувались полотном. Літак був оснащений двома двигунами Nakajima Ha-5 потужністю 890 к.с. кожен.
Обидва літаки Ki-19 та Ki-21 були готові у березні 1937 року. Вони були зовнішньо подібні. Порівняльні випробування пройшли протягом квітня-травня у Татікаві, а у червні у Хамамацу пройшли бомбометання. У цілому літаки показали близькі результати. Ki-19 показав кращі результати бомбометання та кращу керованість, Ki-21 мав менше навантаження на крило та кращі льотні характеристики.
Замовники не могли визначитись із переможцем конкурсу, хоча більшість схилялась на користь Ki-21. Тому було вирішено продовжити конкурс із урахуванням виявлених недоліків. Крім того, передбачалась заміна двигунів: на Ki-19 встановили двигун Mitsubishi Ha-6, а на Ki-21 - двигун Nakajima Ha-5 .
Повторні випробування пройшли восени 1937 року. Літаки знову показали близькі результати, які, крім того, перекривали вимоги замовлення. Але через трохи кращі результати та через більшу простоту у виробництві перемогу здобув Ki-21.

## Тактико-технічні характеристики

### Технічні характеристики
- Екіпаж: 5 чоловік
- Довжина: 15,00 м
- Висота: 3,65 м
- Розмах крила: 22,00 м
- Площа крила: 62,69 м ²
- Маса порожнього: 4 750 кг
- Маса спорядженого: 7 150 кг
- Двигун: 2 х Nakajima Ha-5
- Потужність: 890 к. с. кожен

### Льотні характеристики
- Крейсерська швидкість: 300 км/г
- Максимальна швидкість: 352 км/г
- Практична дальність: 4 000 км
- Практична стеля: 8 760 м

### Озброєння
- Кулеметне: 3 × 7,7-мм кулемети «Тип 89»
- Бомбове навантаження: 1000 кг бомб

## Модифікації
- Ki-19 - прототипи
- N-19 - прототип, переобладнаний у транспортний поштовий літак

## Історія використання
Три з чотирьох збудованих прототипів Ki-19 були переобладнані у літаючі лабораторії та використовувались фірмою Nakajima  до 1943 року для випробування різного обладнання, нових модифікацій гвинтів, двигунів, шасі, гальм і т.п. 
Ще один прототип був переобладнаний у цивільний варіант. З нього зняли все озброєння, закрили нижню стрілецьку точку, у верхній зробили кабіну спостерігача-фотографа. Замість бомбового відсіку зробили салон класу «люкс» та багажний відсік, з лівого борту зробили вхідні двері. На літаку встановили цивільне радіообладнання та потужніші мотори, внаслідок чого максимальна швидкість зросла до 425 км/г.
Модифікація була закінчена у березні 1939 року, а у квітні літак, який отримав позначення N-19 та цивільний реєстраційний номер J-BACN, був придбаний видавничим концерном «Домей Цусін» та використовувався ним як транспортний та поштовий літак до 1942 року.